# Arles-sur-Tech
Arles-sur-Tech (på Catalansk: Arles de Tec) er en by og kommune i departementet Pyrénées-Orientales i Sydfrankrig.
Arles-sur-Tech er også hovedby i et kanton af samme navn.

## Geografi
Arles-sur-Tech ligger i Pyrenæerne i den snævre Tech-dal i landskabet Vallespir, som er en del af Roussillon (den franske del af Catalonien.
4 km mod nordøst længere nede af Tech ligger Amélie-les-Bains-Palalda. 19 km mod sydvest længere oppe af Tech ligger Prats-de-Mollo. Få km mod vest ligger landsbyerne Corsavy og Montferrer. Nærmeste større by er Perpignan (45 km).
Umiddelbart vest for byen ligger Gorges de la Fou, som er en 1700 m lang og meget snæver kløft op til 250 m dyb.

## Historie
De ældste tegn på mennesker i kommunen er stendyssen Caixa de Rotllan fra ca. 2500 fvt. De næste tegn stammer fra romerske villaer, som blev bygget tæt på de termiske bade i Amélie.
Arles nævnes første gang i 778 i forbindelse med opførelsen af et benediktiner-kloster. Klosteret fik en kort levetid, men i 820 grundlagdes et nyt kloster Sainte-Marie, som stadig findes i dag. Klosteret blev en magtfaktor i Vallespir og en by voksede op omkring det.
I 1235 gjorde byens befolkning oprør mod abbeden, som de mente misbrugte sin magt. Efter oprøret fik byens borgere flere rettigheder. I samme periode befæstedes byen. To tårne fra denne befæstning findes stadig.

### Jernudvinding
Allerede romerne begyndte at udvinde jern ved Arles-sur-Tech. I det 12. århundrede tog udvindingen for alvor fart og i de næste århundreder var udvinding og behandling af jern byens hovedaktivitet. I det 18. århundrede begyndte det at gå ned af bakke for endeligt at ophøre i starten af et 20. århundrede.

## Borgmestre
| Navn                    | Periode     |
| ----------------------- | ----------- |
| Jean-Baptiste Serradell | 1807 - 1808 |
| Abdon Desclaus          | 1808 - 1813 |
| Jean-Baptiste Serradell | 1813 - 1815 |
| Jean Galangau           | 1815 - 1827 |
| Dominique Jofre         | 1827 - 1830 |
| Jean Pujade             | 1830 - 1832 |
| Etienne Grau            | 1832 - 1835 |
| Pierre Mouchart         | 1835 - 1837 |
| Jacques Dubois          | 1837 - 1839 |
| Jean Serreclare         | 1839 - 1840 |
| François Comaills       | 1840 - 1848 |
| Etienne Douffiagues     | 1848 - 1849 |
| Joseph Boix             | 1849 - 1850 |
| Bonaventure Desclaux    | 1850 - 1851 |
| Pierre Mouchart         | 1851 - 1853 |
| Antoine Dubois          | 1853 - 1855 |
| François Comaills       | 1855 - 1859 |
| Abdon Malé              | 1859 - 1865 |
| Joseph Julia            | 1865 - 1870 |
| Jean-Baptiste Barjau    | 1870 - 1871 |
| François Moreau         | 1871- 1874  |
| Jérôme Moreau           | 1874 - 1874 |
| Joseph Julia            | 1874 - 1876 |
| Jean Arago              | 1876 - 1878 |
| Jules Boix              | 1878 - 1878 |
| Joseph Galangau         | 1878 - 1881 |
| Jean-Baptiste Barjau    | 1881 - 1888 |
| Venance Paraire         | 1888 - 1892 |
| Joseph Pallarès         | 1892-1908   |
| Jean Vilar              | 1908-1914   |
| Baptiste Pams           | 1914-1940   |
| Lucien Trenet           | 1941-1942   |
| Pierre Sola             | 1942-1944   |
| Baptiste Pams           | 1944-1967   |
| Paul Lavanga            | 1967-1983   |
| Marcel Charlet          | 1983-1989   |
| Albert Costa            | 1989-2001   |
| René Ala                | 2001-2008   |
| René Bantoure           | 2008 -      |

## Demografi

### Udvikling i folketal
| 1962                                                              | 1968 | 1975 | 1982 | 1990 | 1999 | 2006 | 2012 | 2017 |
| ----------------------------------------------------------------- | ---- | ---- | ---- | ---- | ---- | ---- | ---- | ---- |
| 2604                                                              | 2760 | 2945 | 2889 | 2837 | 2700 | 2767 | 2671 | 2705 |
| Tal fra og med 1962 er uden dobbelttælling (sans doubles comptes) |      |      |      |      |      |      |      |      |